# Andrei Bitov
Andrei Georgiyevich Bitov (em russo:  Андре́й Гео́ргиевич Би́тов, 27 de maio de 1937 – 3 de dezembro de 2018) foi um proeminente escritor russo de ascendência circassiana.

## Biografia
Bitov nasceu em Leningrado. Seu pai era arquiteto e sua mãe, advogada. Ele concluiu o ensino médio em 1954 e começou a escrever dois anos depois. Em 1957, ele se tornou aluno do Instituto de Mineração de Leningrado. Enquanto estudava, ele se juntou a uma associação literária para jovens escritores liderada por Gleb Semyonov [ru]Gleb Semyonov.
Ele então começou a escrever poesias e contos absurdos. Em 1965, ele se tornou membro da União dos Escritores Soviéticos. Em 1978, ele havia publicado dez obras, mas sua obra mais conhecida, A Casa de Pushkin, teve que ser publicada nos Estados Unidos e não apareceu na URSS até dois anos após o início da Perestroika.
Em 1988, ele foi um dos fundadores do PEN Clube Russo e foi seu presidente a partir de 1991. Ele também lecionou no Instituto Literário Maxim Gorky.
Ele recebeu um prêmio da Oktyabr, umas das Revistas Grossas soviéticas, por sua história Algo com amor... em 2013. Isto foi seguido em 2014 pelo Government Award of the Russian Federation [ru] para a cultura e, em 2015, foi agraciado com o Prêmio Platonov. Em 2018, recebeu a Ordem da Amizade. Ele morreu em Moscou.